# Release of an Oath
| Recensione              | Giudizio |
| ----------------------- | -------- |
| AllMusic                | [ 1 ]    |
| Dizionario del Pop-Rock | [ 2 ]    |

Release of an Oath è un album degli The Electric Prunes, pubblicato dalla Reprise Records nel novembre del 1968. Il disco fu registrato al The Sound Factory, Hollywood, California (Stati Uniti).

## Tracce
Lato A
Brani composti e arrangiati da David A. Axelrod
1. Kol Nidre – 4:14
2. Holy Are You – 4:05
3. General Confessional – 4:15

Lato B
Brani composti e arrangiati da David A. Axelrod
1. Individual Confessional – 2:10
2. Our Father, Our King – 3:10
3. The Adoration – 3:48
4. Closing Hymn – 2:53

## Musicisti
- Richard Whetstone - voce solista, batteria
- Howard Roberts - chitarra
- Lou Morell - chitarra
- Don Randi - tastiere
- Carol Kaye - basso
- Earl Palmer - batteria
- Gary Coleman - percussioni

Note aggiuntive
- Dave Hassinger - produttore
- David A. Axelrod - composizioni brani e arrangiamenti
- Registrazioni effettuate al The Sound Factory di Hollywood, California
- Side Avery - fotografia copertina album
- Ed Thrasher - art direction[4]